# 우성빈 (정치인)
우성빈(禹星斌, 1972년 4월 21일 ~ )은 대한민국의 정치인이다.

## 학력
- 좌천초등학교 졸업
- 부산장안중학교 졸업
- 부산장안고등학교 졸업
- 부산여자대학교 국어국문학과 졸업
- 부산대학교 행정대학원 행정학과 졸업

## 경력
- 2018.07 ~ 2022.06: 제8대 부산광역시 기장군의회 의원
- 2020.10 ~ 2024.7: 더불어민주당 부산광역시당 부위원장
- 2025.05 ~ : 대한민국국회 국회의장실 정책비서관

## 역대 선거 결과
|  | 31.96% |

|  | 30.70% |